# Helmut Korch
Helmut Korch (* 20. Dezember 1926 in Unterneubrunn; † 7. November 1998 in Jena) war ein deutscher marxistischer Philosoph.

## Leben
Nach der Promotion zum Dr. phil. am 7. Mai 1958 an der HU Berlin und der Habilitation an der Universität Jena am 8. April 1965 war er Leiter des Lehrstuhls für Philosophische Fragen der Naturwissenschaft an der Universität Jena.

## Schriften (Auswahl)
- Zur Kritik des physikalischen Idealismus C. F. v. Weizsäckers. Berlin 1959, OCLC 250568528.
- Über die Beziehungen zwischen Philosophie und Naturwissenschaft. Vortrag. Leipzig 1965, OCLC 641427385.
- Das Problem der Kausalität. Berlin 1965, OCLC 164376018.
- Die Materieauffassung der marxistisch-leninistischen Philosophie. Berlin 1980, OCLC 475748530.
- Der wissenschaftliche Zweifel – über einen Aspekt der Erkenntnissituation in den Gesellschaftswissenschaften der DDR. Jena 1994, OCLC 722237522.